# 올모스트 페이머스
《올모스트 페이머스》(Almost Famous)는 2000년 공개된 미국의 코미디 드라마 영화이다.

## 줄거리
1973년, 샌 디에이고 고등학교를 다니는 15세의 윌리암 밀러(패트릭 후지트 분)는 친구들과 어울리지 못하는 괴짜이다. 록큰롤에 심취한 그에게는 레드 제플린, 페이시스, 더 후, 험블 파이 등의 명 그룹들의 음악만이 유일한 벗일 뿐이다. 우연한 기회에 록 매거진의 편집장인 록 비평의 선구자 레스터 뱅스(필립 세이모어 호프먼 분)와 친해진 윌리암은 최고 인기의 락그룹 블랙 사바스와 인터뷰할 수 있는 기회를 가지게 된다. 사바스의 공연무대 뒷편에서 유명세를 타기 일보직전(almost famous)의 신진 그룹 '스틸워터(Stillwater)'를 만나 색다른 감동을 느낀 그는 허풍을 쳐서 스틸워터에 대한 롤링 스톤지의 특집기사 작성권을 따내고 어머니(프랜시스 맥도먼드 분)의 암묵적 허락에 힘입어 밴드의 투어에 따라나선다. 투어 중에 그는 밴드의 리드 기타리스트로 인기 급부상중인 러셀 하몬드(빌리 크루덥 분)와 그의 재능을 질투하는 리드 싱어 제프 베베(제이슨 리 분) 사이에 팽팽한 긴장감이 형성되어 있음을 확인하게 되는 한편, 스틸워터의 열광적인 팬인 페니 레인(케이트 허드슨 분)과 사랑에 빠진다. 그런데 그녀는 이미 유부남인 하몬드와 그렇고 그런 관계(그루피: groupie)이다. 스틸워터에 대한 기사를 작성해야 하는 윌리암이 정작 발견한 것은 자신이 존경하고 사랑하는 사람들에 대한 진실과 마주칠 때의 고통이다.

## 기타
- 공동제작: 리사 스튜어트
- 협력프로듀서: 스콧 M. 마틴
- 미술: 클레이 A. 그리피스
- 미술: 클레이튼 하틀리
- 의상: 벳시 헤이만
- 배역: 게일 레빈